# Б'юна (Вашингтон)
Б'юна (англ. Buena) — переписна місцевість (CDP) в США, в окрузі Якіма штату Вашингтон. Населення — 1048 осіб (2020).

## Географія
Б'юна розташована за координатами 46°25′48″ пн. ш. 120°19′3″ зх. д. / 46.43000° пн. ш. 120.31750° зх. д. (46.429928, -120.317577).  За даними Бюро перепису населення США в 2010 році переписна місцевість мала площу 1,76 км², уся площа — суходіл.

## Демографія
Згідно з переписом 2010 року, у переписній місцевості мешкало 990 осіб у 235 домогосподарствах у складі 199 родин. Густота населення становила 562 особи/км².  Було 256 помешкань (145/км²).
Расовий склад населення:
| - 45,8 % — білих - 3,1 % — корінних американців - 0,9 % — чорних або афроамериканців - 0,3 % — азіатів - 0,1 % — вихідців з тихоокеанських островів - 48,4 % — осіб інших рас |

До двох чи більше рас належало 1,4 %. Частка іспаномовних становила 81,3 % від усіх жителів.
За віковим діапазоном населення розподілялося таким чином: 41,6 % — особи молодші 18 років, 52,8 % — особи у віці 18—64 років, 5,6 % — особи у віці 65 років та старші. Медіана віку мешканця становила 22,4 року. На 100 осіб жіночої статі у переписній місцевості припадало 119,5 чоловіків;  на 100 жінок у віці від 18 років та старших — 123,2 чоловіків також старших 18 років.
Середній дохід на одне домашнє господарство  становив 28 177 доларів США (медіана — 25 109), а середній дохід на одну сім'ю — 28 272 долари (медіана — 25 489). За межею бідності перебувало 61,0 % осіб, у тому числі 67,7 % дітей у віці до 18 років та 25,0 % осіб у віці 65 років та старших.
Цивільне працевлаштоване населення становило 550 осіб. Основні галузі зайнятості: сільське господарство, лісництво, риболовля — 52,2 %, оптова торгівля — 13,6 %, транспорт — 10,0 %, мистецтво, розваги та відпочинок — 9,6 %.